# AC Андромеды
AC Андромеды (лат. AC Andromedae) — одиночная переменная звезда в созвездии Андромеды на расстоянии приблизительно 6137 световых лет (около 1881 парсека) от Солнца. Видимая звёздная величина звезды — от +11,9m до +10,7m.

## Характеристики
AC Андромеды — жёлто-белая пульсирующая переменная звезда спектрального класса A9-F8, или F5, или F4. Радиус — около 10,59 солнечных, светимость — около 114,829 солнечных. Эффективная температура — около 5806 K.